# Au Maroc
 (août 2025).
Si vous disposez d'ouvrages ou d'articles de référence ou si vous connaissez des sites web de qualité traitant du thème abordé ici, merci de compléter l'article en donnant les références utiles à sa vérifiabilité et en les liant à la section « Notes et références ».
Au Maroc (1889) est un récit du voyage de Pierre Loti durant un mois au Maroc, allant de Tanger à Fès en passant par Meknès. Le voyage de Tanger à Fès se fait en compagnie d'une ambassade de France auprès du sultan chérifien, après quoi Loti se sépare de l'ambassade officielle pour effectuer le retour accompagné d'un capitaine, vêtu de vêtements indigènes sous un burnous afin de passer inaperçu et de découvrir un Maroc le plus authentique possible. Au Maroc est la première relation de voyage de Loti et s'inscrit dans les récits d’ambassades qui ont fourni à l’opinion française les premières descriptions du pays de la fin du XIXe siècle.

## Description
En février 1889, à 39 ans, comme membre de l’ambassade du ministre plénipotentiaire de France Jules Patenôtre qui se rend de Tanger à Fès pour rencontrer le sultan Moulay Hassan, Pierre Loti s'embarque pour un voyage en terre marocaine, chargé d'être l'historiographe de la mission diplomatique. Le ministre Patenôtre a d’abord pensé à Guy de Maupassant pour l’accompagner, mais propose finalement à Loti, dont il apprécie le talent, d'assurer le récit de sa mission diplomatique.
Auteur et journaliste à succès, Loti retrace dans ce journal le parcours de la caravane diplomatique française qui, de Tanger à Fès, sillonne les territoires de l'Empire chérifien au rythme des fantasias et des mouna (dîme prélevée par l'ambassade auprès des tribus tout au long de son parcours). Sur place, alors que la délégation, cloîtrée dans les appartements luxueux du sultan, est tenue d'assister aux cérémonies officielles, Loti profite d'une petite maison mise à disposition par un ami pour partir à la découverte de la ville sainte. Son goût du costume oriental lui permet de se fondre dans les rues tortueuses et encombrées pour approcher ce Maroc intime qui le fascine par l'intemporalité et le mysticisme religieux qui y règnent. Refusant de tomber dans des considérations politiques, Loti prend plaisir à surprendre le lecteur contemporain en laissant transparaître son amour pour ces terres d'Islam qui ont su préserver un idéal d'absolu et résister aux choses nouvelles de la civilisation européenne (d'après la présentation de l’édition de 2017 chez Flammarion).
Au Maroc est un précieux recueil d'impressions et de descriptions de paysages, de villes et de villages, dans lequel Loti aborde même la condition féminine à Fès.  

## Histoire de l'édition de l'ouvrage et influence
Au Maroc de Pierre LOTI fut d’abord publié en pré-originale dans l'hebdomadaire L'Illustration, en dix livraisons du 24 août au 26 octobre 1889, repris en volume relié aux éditions de la même revue en 1891, collection Romans.

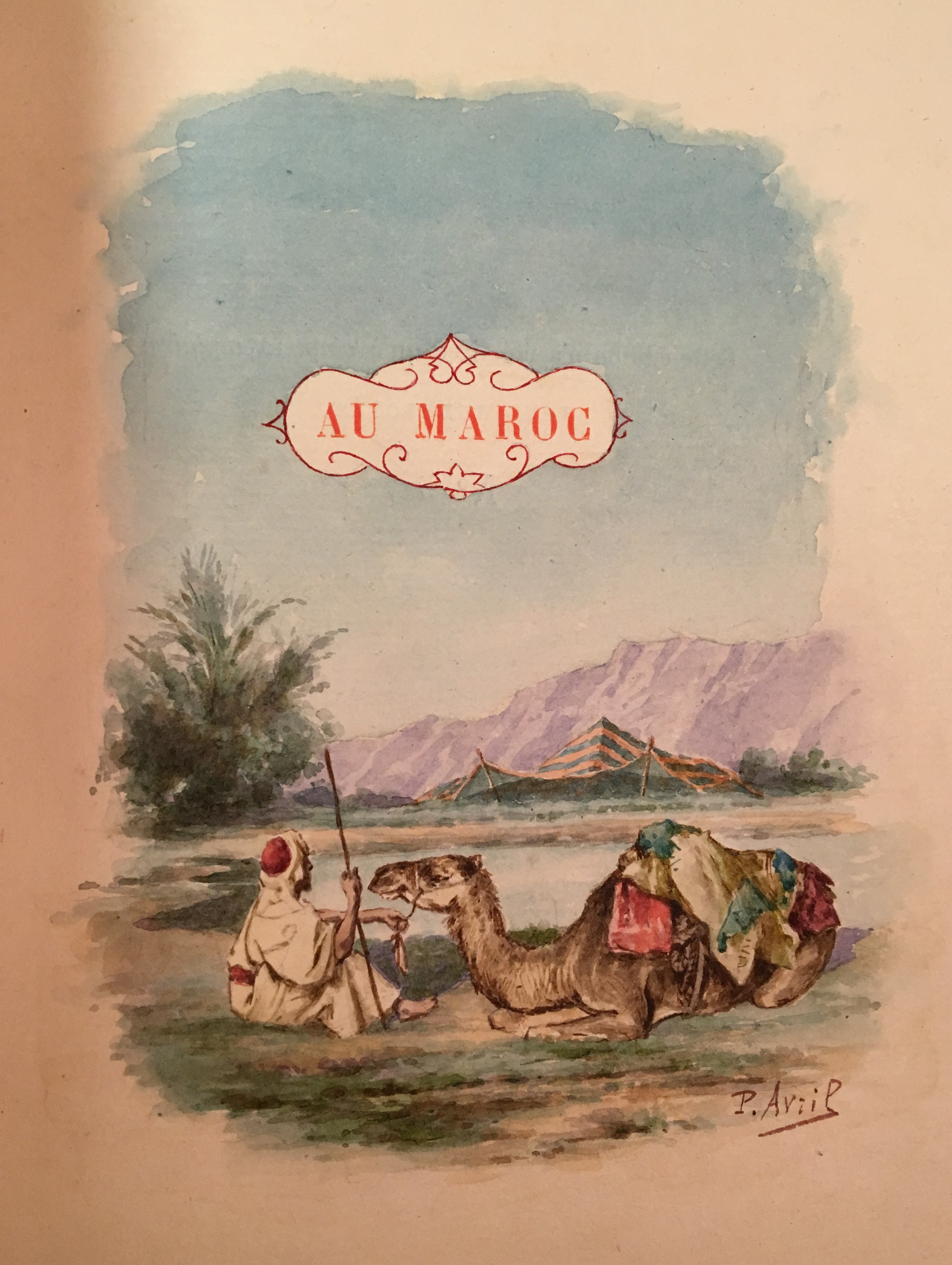
Aquarelle originale pour l'édition originale du livre Au Maroc de Pierre Loti (1889), Exemplaire n° 5/20

En cette même année 1889 parut la rarissime toute première édition originale publiée  in-8° en 20 exemplaires numérotés par Calmann-Lévy et imprimée par Chaix pour la Société des Amis des livres de Lyon. Chaque exemplaire numéroté de cette édition originale de luxe (mention sur le dos initial de la couverture) dont il n’a été tiré que vingt exemplaires seulement pour la Société des Amis des livres de Lyon, société de bibliophiles, est illustré sur la page de faux-titre, d’une aquarelle originale de Paul Avril (1849-1928), artiste peintre et illustrateur français, ancien élève de l’école des Beaux-Arts de Paris. Les aquarelles de Paul-Avril illustrant Au Maroc, sont d’un style orientaliste davantage algérien que marocain si l’on observe les costumes et les monuments représentés. Peintes autour du faux-titre, ces aquarelles protégées sous serpente, rendent chacun des 20 exemplaires absolument unique. Remarque : un exemplaire nominatif unique sur Chine sans aquarelle fut imprimé pour le président de la Société, Gustave Rubatel, et relié par Cretté, mais n’est pas mentionné dans la justification du tirage de l’édition originale de 1889.  
L'édition originale de luxe in-8° datée 1889, tirée à 20 exemplaires numérotés et illustrée sur le faux-titre d’une aquarelle originale de Paul-Avril, est de toute rareté et quasiment introuvable, ce qui en fait certainement la référence la plus rare de la bibliophilie sur le Maroc.  
La première édition en librairie, in-12°, est datée de 1890 avec un tirage de tête de 25 exemplaires sur Japon et de 50 exemplaires sur Hollande, deux éditions de tête très rares aux tirages séparés, tous numérotés sous couverture glacée orange.
Le livre fut influent. Matisse, avant de venir au Maroc, étudia le pays en lisant le livre de Loti. Voyage au Maroc (1920) d'Edith Wharton puise sa « plus forte influence » dans le récit de Pierre Loti.

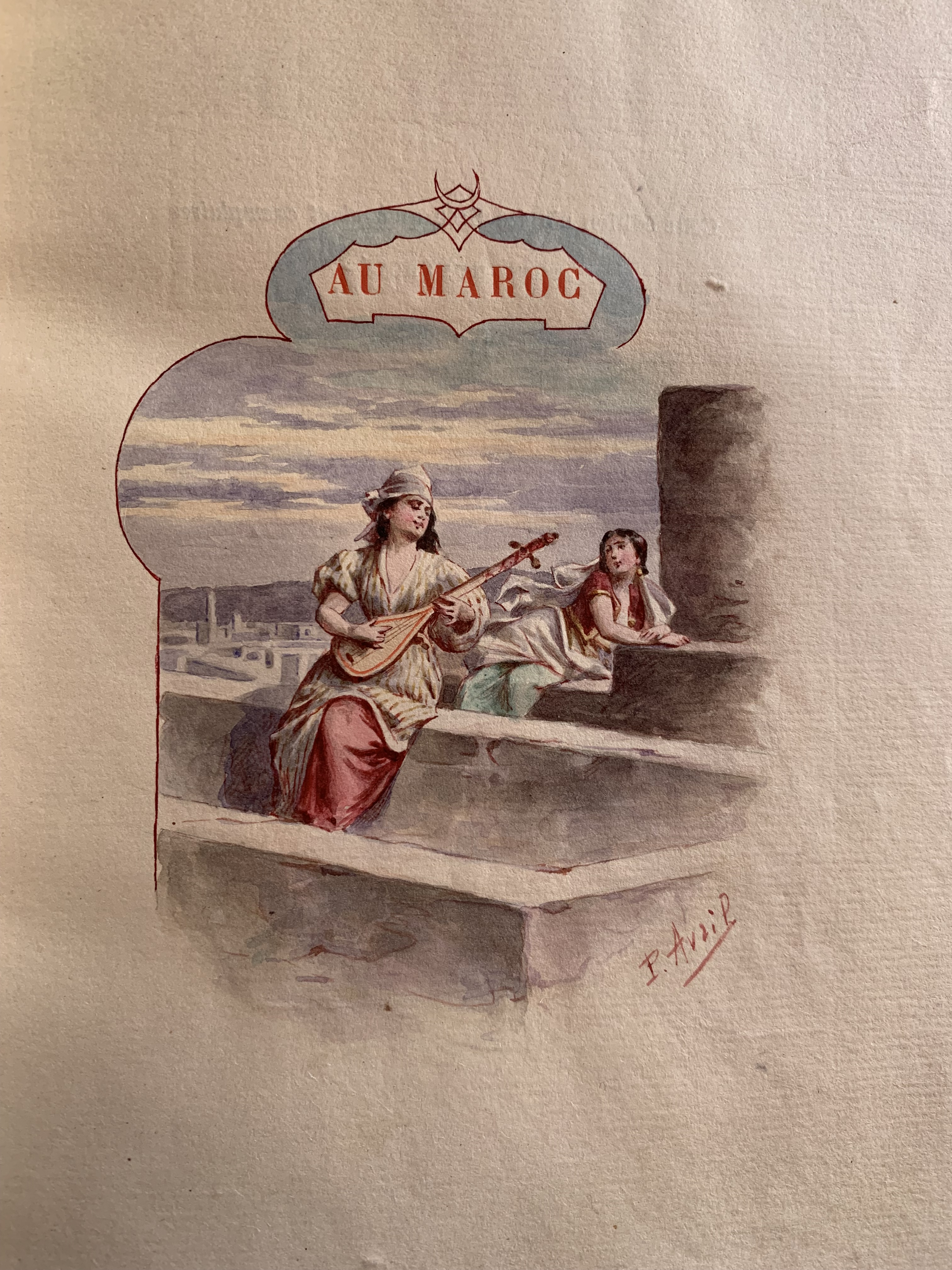
Aquarelle originale pour l'édition originale du livre Au Maroc de Pierre Loti (1889), exemplaire n° 9/20.

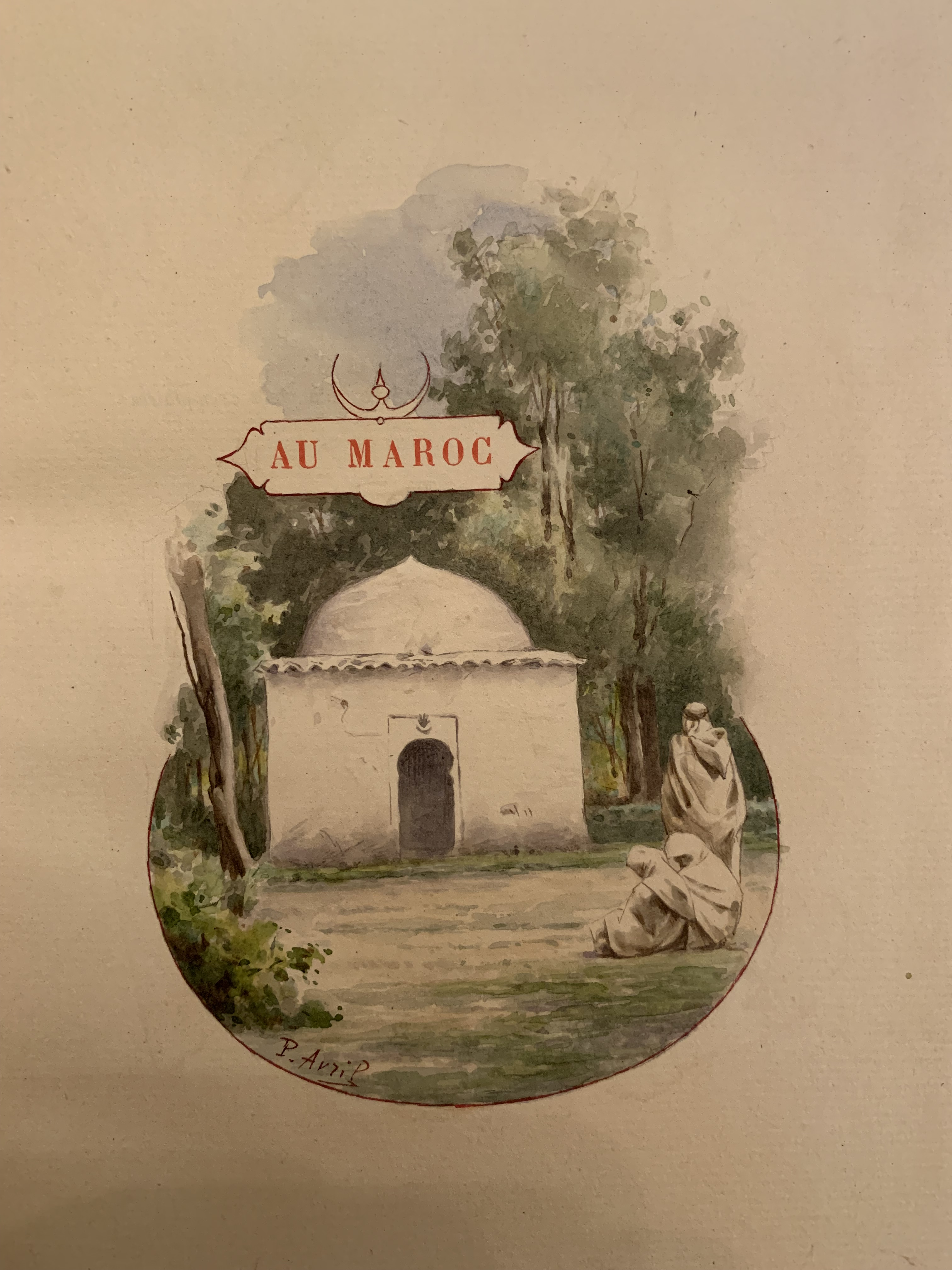
Aquarelle originale pour l'édition originale du livre Au Maroc de Pierre Loti (1889), exemplaire n° 14/20.